# Хладилника
 Тази статия е за жилищния квартал.  За промишлената зона вижте Хладилника (промишлена зона).  
„Хладилника“ е малък квартал на София, разположен в район Лозенец.
„Хладилника“ граничи с квартал „Лозенец“ на север (по бул. „Никола Й. Вапцаров“), с Южния парк на запад и с промишлена зона „Хладилника“ на юг (по улица „Хенрик Ибсен“) и на изток (по булевард „Черни връх“).

## Архитектура
Западната част на „Хладилника“, между бул. Черни връх и Южния парк, има предимно жилищно застрояване. От средата на 90-те години на 20 век започва изграждането на многоетажни жилищни сгради с голяма гъстота. Районът е разположен в непосредствена близост с посолството на САЩ и Университетска болница „Лозенец“, разположена между ул. „Елиезер Папо“ и ул. „Козяк“.

## Инфраструктура
Както в повечето райони в София с интензивно строителство, пътната инфраструктура в района на „Хладилника“ е крайно недостатъчна за нарасналото население.
Основната транспортна връзка на квартала с останалата част на София е метростанция „Витоша“ от линия М2. Също така тук се намира обръщателното колело на крайната спирка на трамваи № 10 и 15. Освен това тук е и първата спирка на някои от автобусите, които обслужват южните софийски квартали зад дъгата на околовръстния път (Бояна, Драгалевци, Симеоново), селата Бистрица и Железница, както и излетни линии до различни точки разположени в планината Витоша:
- автобуси № 9тм, 64, 66, 83, 88, 93, 98, 120, 122

## Улици и произход на имената им
| Път                  | Наречен на                                                         | Местоположение |
| -------------------- | ------------------------------------------------------------------ | -------------- |
| „Банат“              | Банат, историческа област в Централна Европа                       | Карта          |
| „Данаил Дечев“       | Данаил Дечев (1891 – 1926), художник                               | Карта          |
| „Кишинев“            | Кишинев, столицата на Молдова                                      | Карта          |
| „Козяк“              | Козяк, планина в Северна Македония и Сърбия                        | Карта          |
| „Никола Й. Вапцаров“ | Никола Вапцаров (1909 – 1942), поет                                | Карта          |
| „Орел“               | Орли, група птици                                                  | Карта          |
| „Рилски езера“       | Седемте рилски езера, група езера в Рила                           | Карта          |
| „Русалийски проход“  | Русалийски проход, проход в Стара планина                          | Карта          |
| „Страцин“            | Страцин, село в Северна Македония                                  | Карта          |
| „Хенрик Ибсен“       | Хенрик Ибсен (1828 – 1906), норвежки драматург                     | Карта          |
| „Христо Ценов“       | Христо Ценов, кмет на Орхание (Ботевград) в периода 1903 – 1905 г. | Карта          |
| „Черни връх“         | Черни връх, връх на Витоша                                         | Карта          |